# Bisdom Viedma

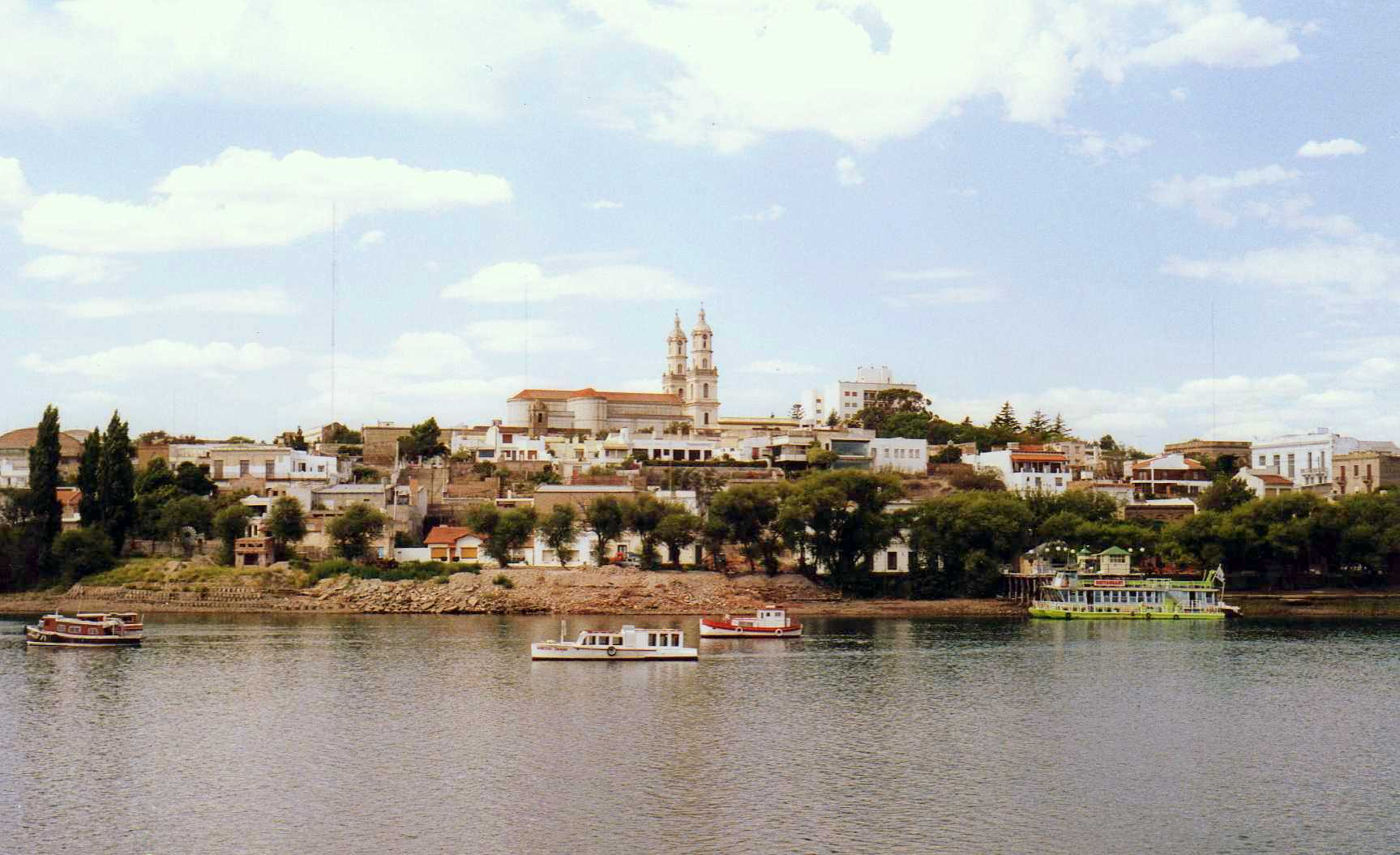
De kathedraal Nuestra Señora de la Merced van Viedma

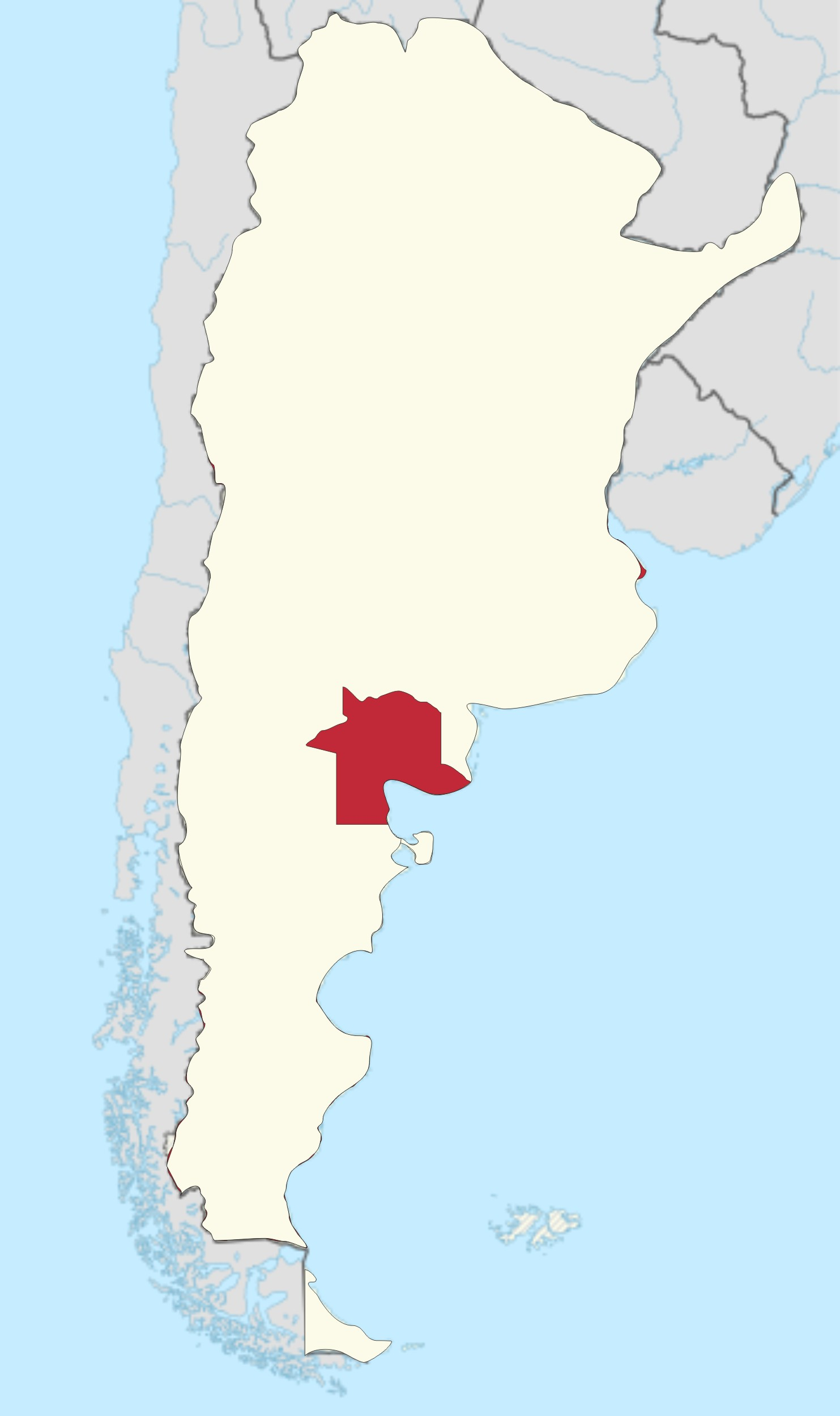
Het bisdom (rood) binnen Argentinië

Het bisdom Viedma (Latijn: Dioecesis Viedmensis) is een rooms-katholiek bisdom met als zetel Viedma in Argentinië. Het bisdom is suffragaan aan het aartsbisdom Bahía Blanca. Het bisdom werd opgericht in 1934.
In 2020 telde het bisdom 15 parochies. Het bisdom heeft een oppervlakte van 89.000 km² en telde in 2020 189.000 inwoners waarvan 63,7% rooms-katholiek waren. 

## Bisschoppen
- Nicolás Esandi, S.D.B. (1934-1948)
- José Borgatti, S.D.B. (1953-1973)
- Miguel Esteban Hesayne (1975-1995)
- Marcelo Angiolo Melani, S.D.B. (1995-2002)
- Esteban María Laxague, S.D.B. (2002-)

Bahía Blanca (aartsbisdom) · Alto Valle del Río Negro · Comodoro Rivadavia · Esquel (territoriale prelatuur) · Río Gallegos · San Carlos de Bariloche · Santa Rosa · Viedma